# Богуміл Оля
Богумі́л Оля́ (Bohumil Théophile Holas; у ческій вимові — Бо́гуміл Го́лас; * 28 вересня 1909, Прага — + 18 липня 1978, Абіджан, Кот-д'Івуар) — французький і чеський (за походженням) етнолог, музейник і мистецтвознавець, відомий роботою у Березі Слонової Кістки (сучасний Кот-д'Івуар), зокрема дослідженням і популяризацією івуарійського мистецтва.

## Біографія
Народився в 1909 році в Празі.
Працював асистентом з етнології Французького інституту Чорної Африки (l'Institut Français d'Afrique Noire, IFAN). Доктор філології (Париж), член Французької академії закордонних наук (1958).
Етнолог, фахівець з Кот-д'Івуару, а також африканського мистецтва, міфології. Працював директором музею Кот-д'Івуара в Абіджані (Musée de la Côte d'Ivoire).
Помер у Абіджані.

## Факти
- Ім'я етнолога було відоме в СРСР завдяки виданому у 1976 році популярному російському перекладу його книги Les dieux d'Afrique noir («Боги Тропической Африки», М.: «Наука»).
- У виданій після смерті автора в 1980 році Ф.Натаном (F.Nathan) книзі Богуміла Оля «Традиції кру» (Traditions krou), він був помилково названий Бернаром (Bernard), а не Богумілом.